# Poulet DG
Pour les articles homonymes, voir DG.
Le poulet DG est un mets traditionnel de la cuisine camerounaise. C'est un ragoût de poulet frit servi avec un cocktail de frites de plantains, de légumes (carottes, poivrons, haricots verts) et de divers aromates (herbes, bouillon cube). C'est une recette simple, ne demandant que peu d'ingrédients exotiques.
Ce plat date des années 1980, « DG » dans le nom de la recette vient de « directeur général ». Il porte ce nom car à l'origine il était réservé à des personnes d'une certaine importance sociale,.
Aujourd'hui, c'est une douceur qui est complètement démocratisée, d'autant plus que les ingrédients entrant dans sa composition sont accessibles à tous.

Poulet DG
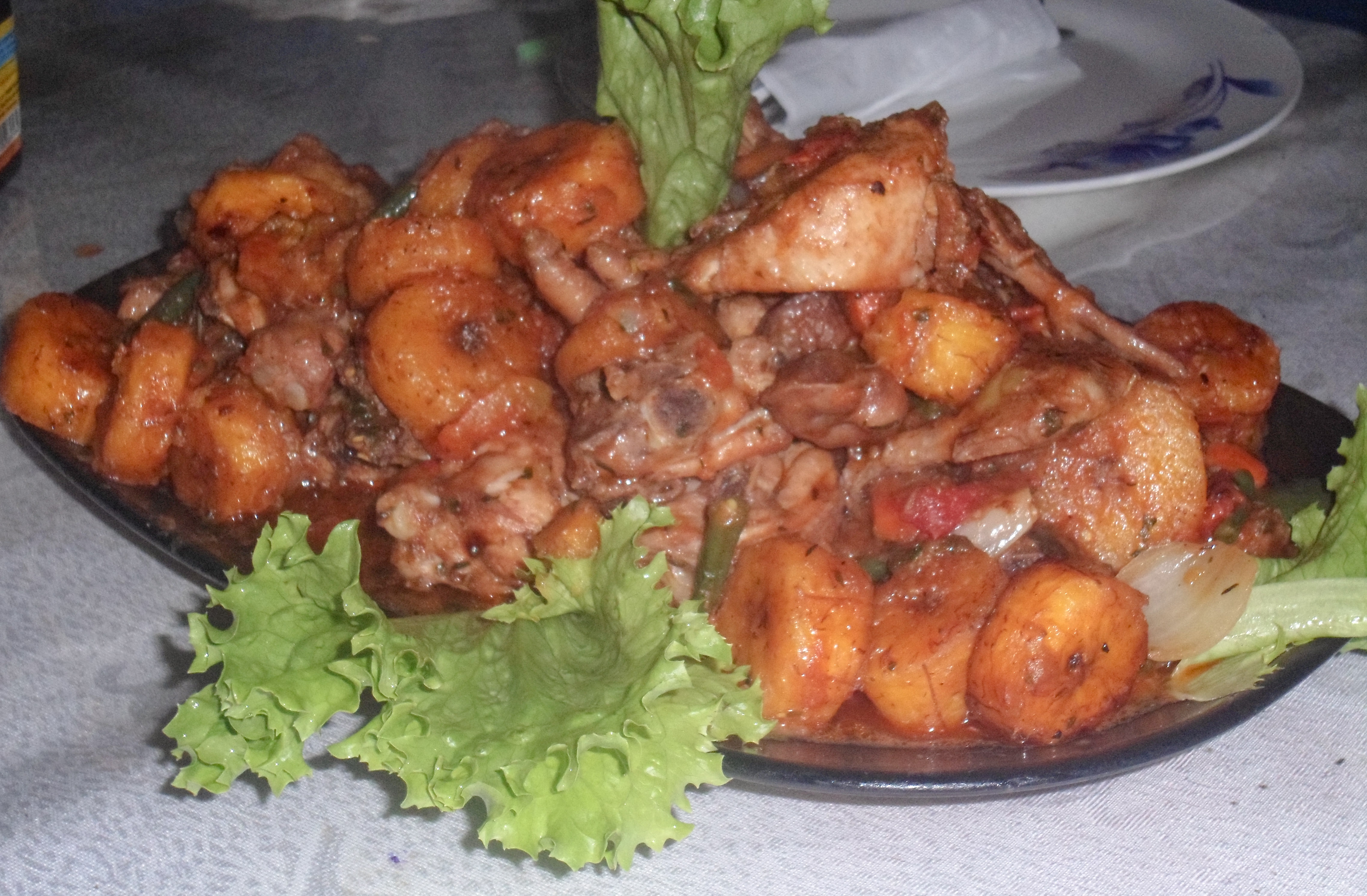
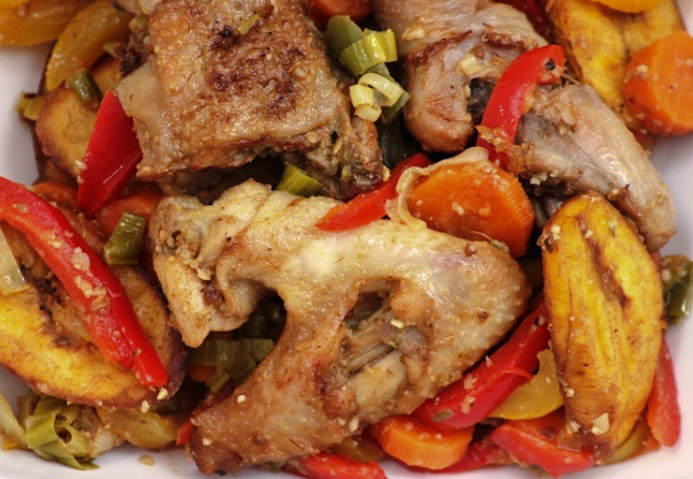
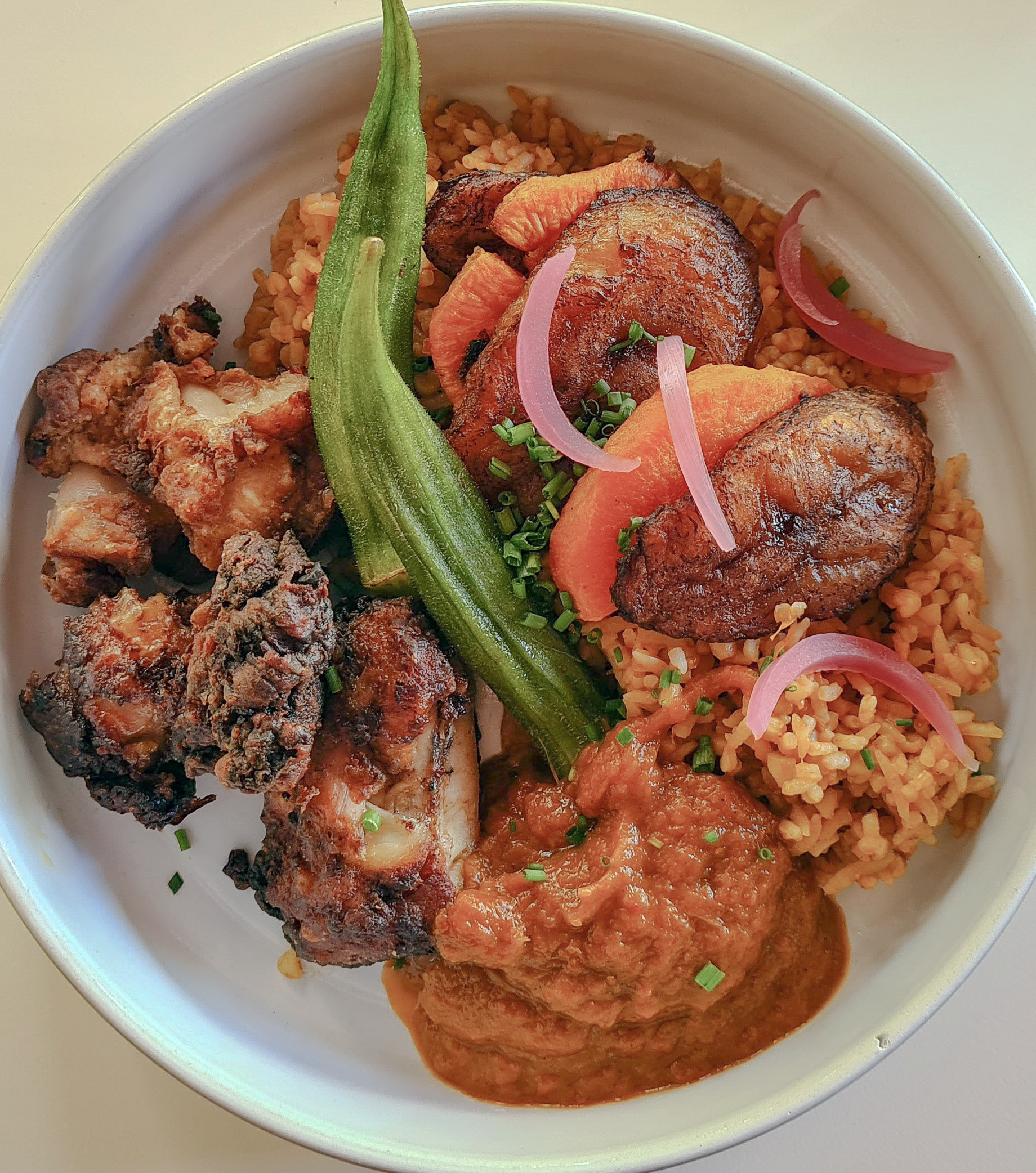